# (9582) 1990 EL7
A (9582) 1990 EL7 a Naprendszer kisbolygóövében található aszteroida. Henri Debehogne fedezte fel 1990. március 3-án.